# Division I (Schach) 1963
Die Division I 1963 war die 14. schwedische Mannschaftsmeisterschaft im Schach (Allsvenskan) und gleichzeitig deren 11. Austragung in einem Ligabetrieb mit Auf- und Abstieg.

## Datum und Ort
Die Wettkämpfe wurden am 2. und 3. November in Stockholm ausgetragen.

## Turnierverlauf
Der Sieger der letzten drei Jahren, die Auswahlmannschaft von Stockholm, löste sich auf, und der Startplatz fiel an den Wasa SK. Dieser lag vor der Schlussrunde einen Mannschaftspunkt vor der Auswahlmannschaft von Mälardalen und behauptete diesen Vorsprung durch einen Unentschieden im direkten Vergleich. Die beiden Aufsteiger des Vorjahres, die Schacksällskapet Manhem und die Jönköpings Schacksällskap mussten sofort wieder absteigen.

### Abschlusstabelle
| Pl. | Verein                        | Sp | G | U | V | MP  | Brett-P.  |
| --- | ----------------------------- | -- | - | - | - | --- | --------- |
| 01. | Wasa SK                       | 3  | 2 | 1 | 0 | 5:1 | 18,0:12,0 |
| 02. | Mälardalens SF                | 3  | 1 | 2 | 0 | 4:2 | 16,0:14,0 |
| 03. | Schacksällskapet Manhem (N)   | 3  | 1 | 0 | 2 | 2:4 | 14,5:15,5 |
| 04. | Jönköpings Schacksällskap (N) | 3  | 0 | 1 | 2 | 1:5 | 11,5:18,5 |

### Entscheidungen
|     | Schwedischer Mannschaftsmeister: Wasa SK                                         |
|     | Absteiger in die Division II: Schacksällskapet Manhem, Jönköpings Schacksällskap |
| (N) | Aufsteiger der letzten Saison                                                    |

### Kreuztabelle
| Ergebnisse | Ergebnisse                | 01. | 02. | 03. | 04. |
| ---------- | ------------------------- | --- | --- | --- | --- |
| 01.        | Wasa SK                   |     | 5   | 5½  | 7½  |
| 02.        | Mälardalens SF            | 5   |     | 6   | 5   |
| 03.        | Schacksällskapet Manhem   | 4½  | 4   |     | 6   |
| 04.        | Jönköpings Schacksällskap | 2½  | 5   | 4   |     |